# ميتش كالاهان
ميتش كالاهان (بالإنجليزية: Mitch Callahan)‏ هو لاعب هوكي جليد أمريكي، ولد في 17 أغسطس 1991 في ويتير في الولايات المتحدة.

## وصلات خارجية
- ميتش كالاهان على موقع دوري الهوكي الوطني (الإنجليزية)
- ميتش كالاهان على موقع EliteProspects.com (الإنجليزية)
- ميتش كالاهان على موقع HockeyDB.com (الإنجليزية)
- ميتش كالاهان على موقع Hockey-Reference.com (الإنجليزية)